# Formica xerophila
Formica xerophila es una especie de hormiga del género Formica, familia Formicidae. Fue descrita científicamente por Smith en 1939.
Se distribuye por México y los Estados Unidos. Se ha encontrado a elevaciones de hasta 2100 metros. Vive en microhábitats como rocas, piedras, madera muerta, nidos y vegetación baja.